# Vitice (Krašlovice)
Vitice jsou malá vesnice, část obce Krašlovice v okrese Strakonice v Jihočeském kraji. Nachází se asi 1,5 kilometru jihozápadně od Krašlovic, nad levým břehem řeky Blanice na jihovýchodním úpatí lesnatého masivu Hrad (667 metrů). Je zde evidováno 21 adres. V roce 2011 zde trvale žilo 33 obyvatel.
Vitice leží v katastrálním území Vitice u Vodňan o rozloze 1,99 km².

## Historie
První písemná zmínka o vesnici pochází z roku 1262 (Vitici).

## Obyvatelstvo
| Rok            | 1869 | 1880 | 1890 | 1900 | 1910 | 1921 | 1930 | 1950 | 1961 | 1970 | 1980 | 1991 | 2001 | 2011 | 2021 |
| -------------- | ---- | ---- | ---- | ---- | ---- | ---- | ---- | ---- | ---- | ---- | ---- | ---- | ---- | ---- | ---- |
| Počet obyvatel | 145  | 145  | 116  | 123  | 127  | 128  | 136  | 82   | 84   | 63   | 46   | 31   | 23   | 33   | 32   |
| Počet domů     | 19   | 19   | 19   | 19   | 20   | 21   | 22   | 22   | 19   | 20   | 16   | 21   | 22   | 23   | 23   |

## Obecní správa
Při sčítání lidu v letech 1850–1899 Vitice byly osadou obce Skočice v okrese Písek. V letech 1900–1962 byly samostatnou obcí, se kterým patřily nejprve do okresu Písek, ale v roce 1950 v okrese Vodňany. V letech 1963–1971 byly částí obce Krašlovice v okrese Strakonice. Od 26. listopadu 1971 do 23. listopadu 1990 byly znovu částí obce Skočice v okrese Strakonice, kdy se konaly obecní volby. Od 24. listopadu 1990 jsou opět částí obce Krašlovice v okrese Strakonice.

## Osobnosti
Ve Viticích se narodil Václav Kahovec, stíhací pilot ve francouzském letectvu za první světové války.